# Bernat de Roudor
Bernat de Roudor (* 13. Jahrhundert in der katalanischen Comarca Llobregat; † 14. Jahrhundert) war ein Ritter der Katalanischen Kompanie, einem von Roger de Flor 1302 gegründeten Söldnerheer. Er war einer von drei Überlebenden des Anschlages auf dieses Söldnerheer am 30. April 1315 durch den byzantinischen Kaiser Michael IX. Palaiologos, der anlässlich einer Einladung dieser Truppe nach Adrianopel erfolgt war. Michael IX. wollte sich mit diesem Anschlag des wegen umstrittener Soldforderungen unbequem gewordenen Heeres entledigen.
Nach dem Chronisten Ramon Muntaner stammt Bernat aus der katalanischen Comarca (Gau) Llobregat. Er lebte im 13. und 14. Jahrhundert. Er wurde auch unter dem Namen Berenguer angesprochen. Er war neben Ramon Alquer und Ramon de Tous der dritte Überlebende des Anschlags von Michael IX. auf die Katalanische Kompanie, bei dem etwa 1300 Katalanische Ritter ermordet wurden. Die drei Überlebenden hatten sich zunächst in einen Glockenturm geflüchtet, verschanzt und schließlich sich dort auf heldenhafte Art verteidigt. Sie rangen so den Byzantinern Respekt ab. Michael IX. ließ Gnade walten und schenkte ihnen ihr Leben. 
Joaquim Rubió i Ors widmete Bernat de Roudor das katalanischsprachige Gedicht Roudor de Llobregat.